# Karina Velázquez Ramírez
Diana Karina Velázquez Ramírez (Hidalgo del Parral, Chihuahua, 13 de junio de 1970). Es una política mexicana, miembro del Partido Revolucionario Institucional, del que ha sido dirigente estatal en Chihuahua, diputada federal y exdiputada al Congreso de Chihuahua por el distrito XXI.

## Biografía
Karina Velázquez realizó estudios de auxiliar de enfermería, sin embargo desde muy joven se dedicó a las actividades políticas, en particular dentro de la Confederación Nacional Campesina del PRI. En estas actividades se vinculó a lo largo de toda su carrera política con César Duarte Jáquez, ocupando numerosos cargos en la estructura del sector.
Fue coordinadora general de las campañas de César Duarte a diputado al Congreso de Chihuahua y a diputado federal, jefe de su oficina de enlace al ser electo diputado federal y cuando fue designado Presidente de la Cámara de Diputados, ocupó el cargo de asesora del mismo. En la campaña a la gubernatura del mismo Duarte en 2010 fungió como coordinadora del despacho del candidato. 
De 2003 a 2006 fue diputada federal suplente, sin llegar a ocupar el cargo en propiedad. En 2007 fue elegida regidora al ayuntamiento de Hidalgo del Parral, permaneciendo en el cargo hasta 2010. Al asumir César Duarte la gubernatura de Chihuahua ese último año, la nombró Coordinadora estatal de Programas Priotirarios "Chihuahua Vive", el programa bandera de apoyo social durante su gestión.
Dejó el cargo en 2012 al ser postulada candidata del PRI a diputada federal por el Distrito 9 de Chihuahua. Electa a la LXII Legislatura, se desempeñó como secretaria de la comisión de Desarrollo Rural e integrante de las de Desarrollo Urbano y Ordenamiento Territorial y de Reforma Agraria.
El 7 de enero de 2015 fue designada presidente del Comité Estatal del PRI en Chihuahua, y permaneció en el cargo hasta el 28 de febrero de 2016 en que la sustituyó Guillermo Dowell Delgado.
En 2016 fue postulada como candidata del PRI a diputada local por el Distrito 21, siendo electa para el periodo de ese año a 2018. Al asumir el cargo fue nombrada coordinadora de las diputadas del PRI y a partir del 1 de septiembre de 2017 asumió la presidencia del Congreso.

### Acusaciones de corrupción
Karina Velázquez ha sido señalada como presunta cómplice de César Duarte Jáquez y otros antiguos funcionarios del gobierno de Chihuahua, como Carlos Hermosillo Arteaga o Antonio Tarín García acusados de corrupción; en particular, a Karina Velázquez se le acusa de recibir, siendo presidenta estatal del PRI, dinero procedente de cuotas descontadas ilegalmente a empleados del gobierno del estado. 
En consecuencia la Fiscalía Especializada para Atención de Delitos Electorales de la Procuraduría General de la República anunció la solicitud de su desafuero ante la Cámara de Diputados. Sin embargo, el 14 de septiembre, el presidente de la sección instructora de la Cámara de Diputados, Ricardo Ramírez Nieto, anunció que la solicitud sería devuelta a la FEPADE por tener errores de procedimiento, dándose un plazo de cinco días para volver a presentarse.
Tras esto, el 3 de octubre del mismo año la sección instructora anunció que el requerimiento a la FEPADE había sido debidamente atendido y por tanto inició el proceso de desafuero de la diputada.